# Ніколаєва Ніна Єгорівна
Ні́на Єго́рівна Нікола́єва (нар. 28 жовтня 1944, Бердянськ) — українська театральна акторка. Народна артистка України (1995).

## Життєпис
Народилась 28 жовтня 1944 у Бердянську.
Закінчила Київський театральний інститут ім. Івана Карпенка-Карого.
З 1967 — артистка драми в Рівненському обласному академічному українському музично-драматичному театрі (з невеликою перервою — короткий час працювала у Львові та Миколаєві).
Зіграла понад 200 яскравих ролей, що увійшли до золотого фонду театру у спектаклях за п'єсами українських та зарубіжних авторів. Також — режисер-асистент та асистент багатьох вистав.
1995 року удостоєна звання Народної артистки України.

## Театральні ролі
- Есмеральда («Собор Паризької Богоматері» В. Гюго)
- Душа («Піднята цілина» М. Шолохова)
- Амалія («Розбійники» Ф. Шіллера)
- Маша («Я — жінка» В. Мережка)
- Соня («Дядя Ваня» А. Чехова)
- Філумена («Філумена Мартурано» Е. де Філіппо)
- Дженні (Дженні Герхардт" Т. Драйзера)
- Гертруда («Гамлет» В. Шекспіра)
- Ельвіра («Остання жінка Дон Жуана» Л. Жуховицького)
- Вікторія («Канотьє» М. Коляди)
- Ада Гусман («Три ідеальні подружжя» А. Касона)
- Геля («Варшавська мелодія» Л. Зоріна)
- Голда («Тев'є» (Поминальна молитва) Г. Горіна)
- Емілія Марті («Рецепт її молодості» К. Чапека)
- Аза («Циганка Аза» М. Старицького)
- Марія Тюдор («Марія Тюдор» В. Гюго)
- Любов Раневська («Вишневий сад» А. Чехова)
- Ханума («Ханума» А. Цагарелі)
- Вона («Останній строк» В. Распутіна)
- Ганна Андріївна («Ревізор» М. Гоголя)
- Марфа («Суперники» М. Манохіна)
- Ганна Андріївна («Ревізор» М. Гоголя)
- Олександра Борисівна («Самотня леді» І. Афанасьєва)
- Місіс Сноу («Полліанна» Е. Портер)
- Памела Кронкі («Дорога Памела, або Скарб на звалищі» Дж. Патріка)
- Чураїха («Маруся Чурай» Л. Костенко)

## Фільмографія
- 2017—2018 «Лікар Ковальчук» — Поліна